# Óscar Celli Gerbasi
Óscar Raúl Celli Gerbasi (Valencia, 16 de enero de 1946 - 1 de agosto de 2016) fue un político venezolano, que ocupó el cargo de gobernador del estado Carabobo.

## Trayectoria
Licenciado en Educación, especializado en medio ambiente. Profesor de Matemáticas y Física, cursó estudios en Alemania con la plataforma del SPD y en Los Estados Unidos Postgrado en Ciencias Políticas por la Universidad Estatal de Pensilvania. Diputado al Congreso Nacional de Venezuela por 30 años, Diputado del Parlamento Latinoamericano y del Caribe por 14 años, Presidente de la Comisión de Ambiente del Congreso de Venezuela y Parlatino, Presidente de la Comisión de Planificación en la Cámara de Diputados, miembro de las Comisiones de Defensa, Contraloría y Finanzas. Oscar Raúl Celli Gerbasi fue también Presidente de la Comisión encargada de la Ley de Reforma Electoral de Venezuela, Diputado de la Asamblea Legislativa de Carabobo por 10 años siendo su Presidente en los años 1974, 1975 y 1976.  
Gobernador de Carabobo, Miembro del Comité Ejecutivo Nacional del Partido Acción Democrática, Secretario de Organización de Acción Democrática del Estado Carabobo, Miembro del Comité Directivo Nacional de AD, Secretario General de Acción Democrática en Carabobo, Secretario Juvenil de Acción Democrática en Carabobo y Secretario General de la Internacional Socialista para Latinoamérica y el Caribe. Candidato a la Gobernación de Carabobo.

## Fallecimiento
Murió en Valencia, Venezuela, el 1 de agosto de 2016. Desde hace mucho tiempo estaba retirado del mundo político nacional, aunque seguía siendo miembro activo de la Internacional Socialista.

## Matrimonio y descendencia
Contrajo matrimonio con Zendlath González, con quien procreó 4 hijos: Humberto, Oscar Raúl, Celio y Zendlath Antonieta.

## Obras
Entre sus obras como Gobernador de Carabobo destacan: Aeropuerto Internacional Arturo Michelena, Biblioteca Manuel Feo La Cruz, Museo de la Cultura "Braulio Salazar", Casa de la Cultura de Ciudad Alianza, sala principal Ateneo de Valencia, Casa del Artista Plástico, Dispositivo vial Los Colorados, primera y segunda etapa avenida Paseo Cabriales, avenida Aranzazu, avenida Lisandro Alvarado, vialidad Valencia-Guigue, Palacio de Justicia de Carabobo, sede principal Consejo Nacional Electoral, Consejo Legislativo del Estado Carabobo, sede principal CICPC Monumental, edificio Federación de Trabajadores de Carabobo, elevado La Quizanda, construcción de 19 mil 500 viviendas incluyendo urbanización popular Santa Inés y La Elvira, urbanización El Rincón, Guaicaipuro, Canoabo, medicina A y B Hospital Central, Maternidad del Sur.
Por otra parte la administración de Celli estableció con las comunidades una comunicación directa y efectiva aplicando medidas socialdemócratas de contraloría social sustentadas en el Estado del bienestar europeo. En el ámbito deportivo promovió consecuentemente los juegos interbarrios de Carabobo, inaugurando más de 300 canchas junto al gimnasio de gimnasia en Naguanagua siendo Carabobo el estado campeón y sede de los juegos nacionales juveniles de ese momento. Para reforzar la participación de las clases populares en el segmento deportivo, la administración Celli incorporó gradas/bleachers al estadio José Bernardo Pérez.
Finalmente es importante mencionar obras educativas como: Liceo Guzmán Blanco, Liceo Cirilo Alberto, Liceo Simón Bolívar, Liceo Colomine Facultad de Odontología de la Universidad de Carabobo. La belleza de la ciudad fue un punto primordial para Celli Gerbasi quien inauguró parques en la zona sur de Valencia, Urbanización Trigal Norte y en las riberas del Río Cabriales el Parque Don Rómulo Betancourt así como también Parque Gonzalo Barrios en el Cerro el café.
Su cónyuge Zendlath de Celli, como Primera Dama del Estado Carabobo, promovió la inclusión social mediante una sólida inversión por rescatar los valores familiares en niños de pocos recursos económicos. Brindando un solemne tributo a la Negra Hipólita, colocando el único monumento en su honor en el parque de la Avenida Paseo Cabriales que hoy lleva su nombre: Parque Negra Hipólita.